# ERAF
ERAF‏ (Alpha hemoglobin stabilizing protein) هوَ بروتين يُشَفر بواسطة جين ERAF في الإنسان.